# Aotus ericoides
Espèce
Aotus ericoides est une espèce de plantes à fleurs de la famille des Fabaceae. C'est un buisson endémique de l'est de l'Australie. L'espèce peut atteindre deux mètres de haut. Ses feuilles font 0,6 à 2 cm de long et 0,1 à 0,5 cm de large. De la fin de l'hiver au printemps il produit des fleurs jaunes avec une bande rouge-orangée autour d'un centre jaune et des pétales jaune vif. 
L'espèce a été décrite pour la première fois par Étienne Pierre Ventenat en 1803 dans son Jardin de la Malmaison et on lui attribue alors le nom Pultenaea ericoides. En 1832, l'espèce est transférée dans le genre Aotus.
On le trouve dans les landes et les forêts sclérophylles sèches du Queensland, de la Nouvelle Galles du Sud, de Victoria et de Tasmanie.